# Henri Coppens
Henri 'Rik' François Coppens (29. dubna 1930, Antverpy – 5. února 2015, Wilrijk) byl belgický fotbalista, hrával na pozici útočníka.
Hrál především za Beerschot VAC.
V belgické fotbalové reprezentaci odehrál 47 zápasů, v nichž vstřelil 21 branek. Hrál s ní na mistrovství světa ve Švýcarsku roku 1954.
Třikrát byl nejlepším střelcem belgické ligy (1951/52, 1952/53, 1954/55). Roku 1954 byl vyhlášen nejlepším fotbalistou Belgie. Časopis Voetbal International ho zařadil mezi 50 nejlepších fotbalistů 20. století.